# Direitos humanos em território controlado pelo Estado Islâmico do Iraque e do Levante
A situação dos direitos humanos em territórios controlados pelo Estado Islâmico do Iraque e do Levante é considerada uma das piores da história moderna e tem sido severamente criticada por muitos políticos, organizações religiosas e cidadãos notáveis. As políticas do Estado Islâmico incluíam atos graves de genocídio, tortura e escravidão, com a Comissão de Direitos Humanos das Nações Unidas (UNCHR) declarando que o Estado Islâmico busca subjugar os civis sob seu controle e dominar todos os aspectos de suas vidas por meio do terror, doutrinação e prestação de serviços à organização. As ações do EIIL, de extrema criminalidade, terror, recrutamento e outras atividades foram documentadas em várias regiões do mundo, especialmente o Oriente Médio, Europa e África.
O território no Iraque e na Síria que foi anteriormente ocupado pelo Estado Islâmico do Iraque e Levante (áreas que o EIIL afirmava fazerem parte do seu autodenominado "Califado") viu a criação de um dos regimes mais criminosos, corruptos e violentos dos tempos modernos. A organização e o regime do EIIL assassinaram dezenas de milhares de civis, sequestraram vários milhares de pessoas e forçaram centenas de milhares de outras a fugir. O EIIL cometeu tortura sistematicamente, estupros em massa, casamentos forçados, atos extremos de limpeza étnica, assassinatos em massa, genocídio, roubo, extorsão, contrabando, escravidão, sequestros e uso de crianças-soldados, bem como realizaram punições públicas como decapitações, crucificações, espancamentos, mutilações, desmembramentos, apedrejamentos de crianças e adultos e queima de pessoas vivas, motivadas por interpretações estritas da lei Sharia - que eram baseadas em métodos antigos do século VIII.
Várias organizações de direitos humanos e organizações de paz, incluindo o Human Rights Watch, as Nações Unidas e a Amnistia Internacional, consideraram o EIIL culpado de crimes contra a humanidade e também a acusam de ser uma organização criminosa, que cometeu alguns dos crimes de guerra mais graves desde a Segunda Guerra Mundial.